# 堀

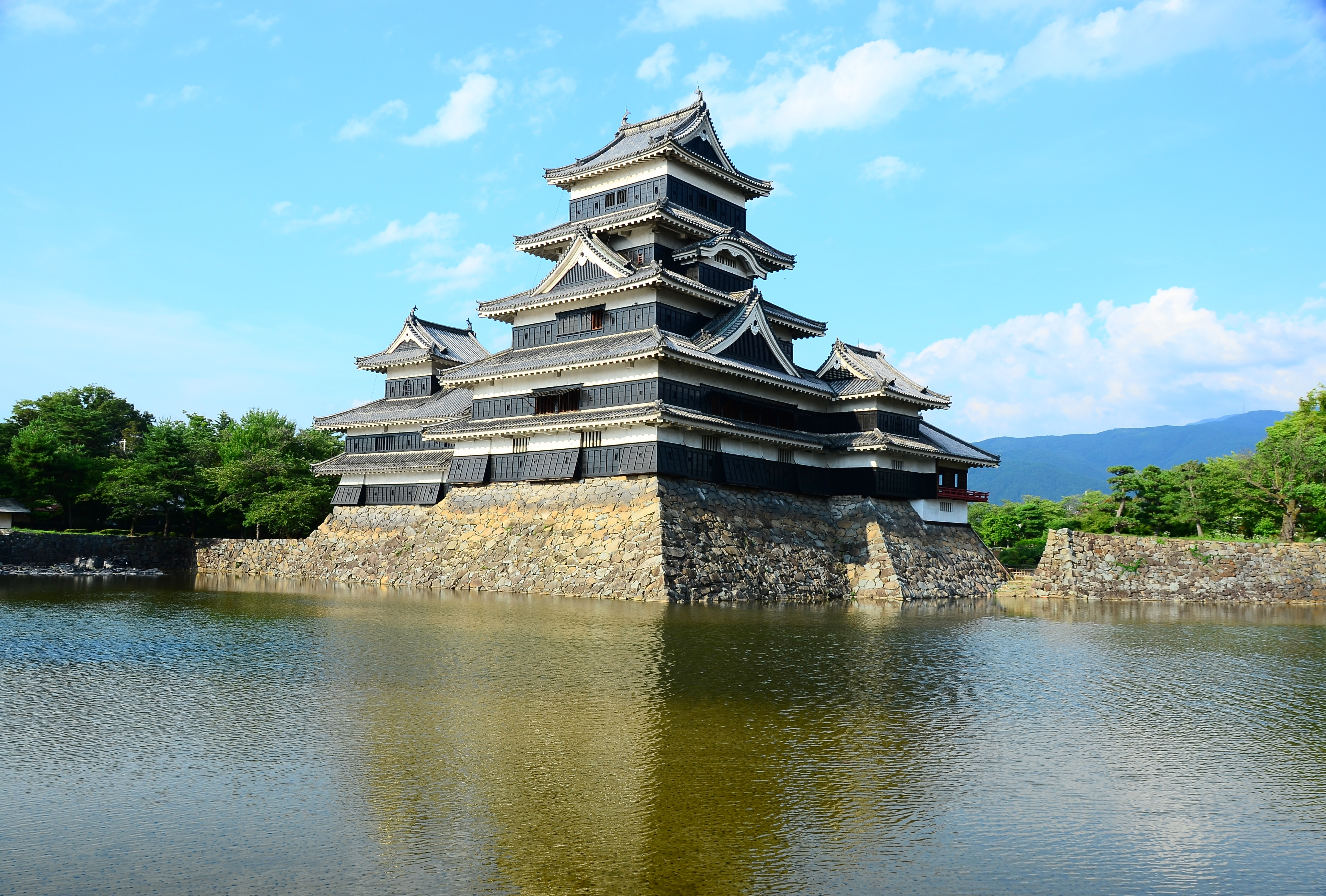
松本城の堀

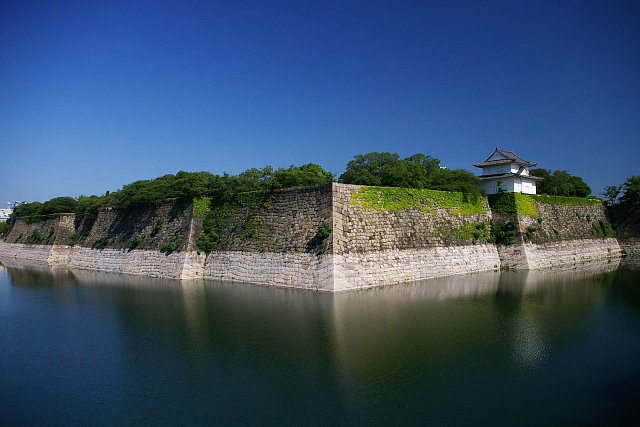
大坂城の堀

堀（ほり）は、敵や動物の侵入を防ぐため、古代から近世にわたって、城、寺、豪族の住居、集落、古墳などの周囲に掘られた溝のことである。また人や物を運ぶための運河として掘られたものもある。動詞「掘る」の連用形が名詞化した語で「堀割」を意味する。

## 概要
容易に越えることができない幅と深さをもっている。水が張られている堀を水堀（）といい、水の張られていない堀のことを空堀（）という。お堀ともいう。水堀に“濠”、空堀に“壕”“隍（阜部に皇）”という字を用いることもある。「隍」は、国衙や都にめぐらせた堀ともされる。空堀とも水堀とも見分けのつかない堀のことを泥田堀（）といい沼などを利用して敵を欺くために使用された。堀は人工的に作られたものであるが、もともと流れていた河川などの地形を利用した場合、“天然の堀”と呼ぶことがある。
掘った結果生じる土は、多くの場合、堀の脇に積み上げて土塁としている。弥生時代の環濠集落では堀の外側に土塁を築き、古代の水城・中世・近世では堀の内側に土塁を築いている。

## 城の堀

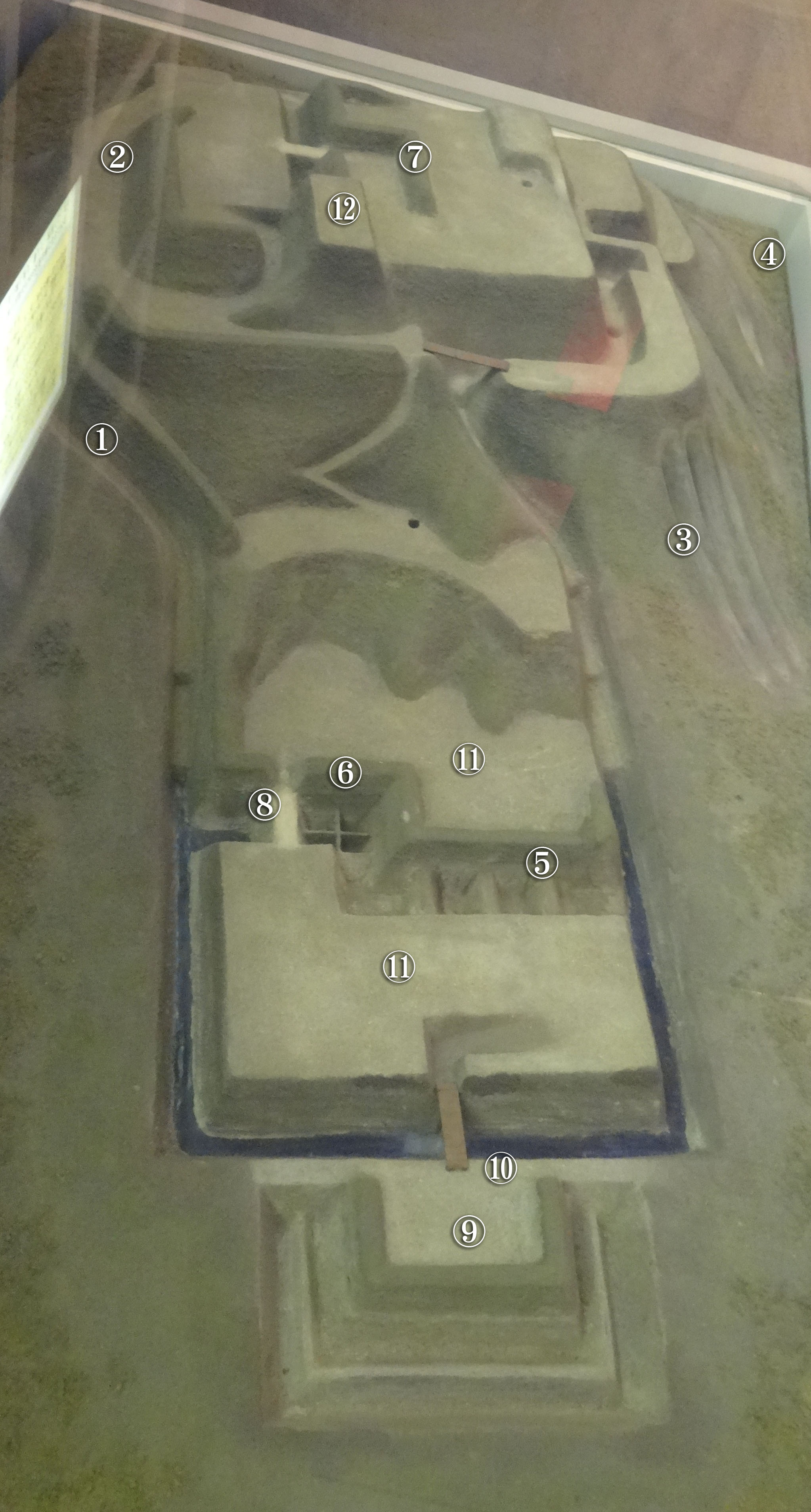
中世城郭の各部名称 ①竪堀 ②土塁 ③連続竪堀 ④堀切 ⑤畝堀 ⑥障子堀 ⑦枡形虎口 ⑧土橋・平虎口 ⑨馬出 ⑩木橋 ⑪曲輪 ⑫櫓台

近世の平地の城には水堀があるが、中世の城の堀はほとんどが空堀である。近世であっても、山城の堀は空堀であることが多い。
堀の幅は、中世には甲冑を着た敵兵に対する弓矢の有効射程を考慮して15間（約27 m）程度とされてきた（守備側の弓矢を有効にさせたい場合は15間より狭くする）が、より射程の長い鉄砲が普及すると15間よりも広い堀が必要となった。
通常、堀は幾重にも掘られており、平地の城における外側の堀を外堀、内側の堀を内堀、その中間の堀は中堀（）と呼ぶ。城下町を防護する総構えの堀を総堀・惣堀（）と呼ぶ。
尾根を仕切るように作られた堀を堀切（）、郭（平坦部）の周に沿って造られた堀を横堀（よこぼり）、斜面に縦に造られた堀を竪堀（）と呼ぶ。複数の竪堀が横に連接している場合、連続竪堀（）と呼ぶ。3条以上の連続竪堀を畝状竪堀（）と呼ぶこともある。曲輪を囲繞する横堀、あるいは腰曲輪から間隔を空けて放射状に配置した多数の竪堀を放射状竪堀（）と呼ぶ。

### 堀の中の障害物
水堀、空堀の中ほどや水ぎわには、逆茂木や乱杭と呼ばれる、杭を打ち横木を渡した障害物を造り、寄せ手の兵馬の通行を妨げた。
堀底には、落とし穴や、堀底を仕切るような土塁状の障害物を設けることもあって、それらを障子（）・堀障子（）といい、障子のある堀を障子堀（）と呼ぶ（形状が明かり障子の桟に似ているからというのは誤った俗説）。土塁状の障子は、堀を掘ったときの掘り残しであり、造成時の手間が少ない。ほぼ一定の間隔に連続した土塁状の障子がある堀を畝堀（うねぼり）ということもある。山中城（静岡県三島市）のものは後北条氏の障子堀として知られるが、この城や後北条氏に限らず日本各地に見られる。

### 放射状竪堀
放射状竪堀は、上記の障害物としての堀とは性質が異なる。寄せ手の兵が堀に沿って攻撃してくることを前提としている。堀に沿って一直線上に並んだ兵を弓矢で射るのである。戦国時代後期には火縄銃の導入によって放射状竪堀の効果が増したので、特に西国の山城において導入例が数多く見られた。東国では戦国大名武田氏が領国の甲斐を始め、侵出した信濃・上野・駿河・美濃などの山城に放射状竪堀を構築している。

### 水堀
水堀は、水面をひと続きとせず土居（堰）で区切り、水位に高低差を付けることもあった。これを水戸違い（）と呼ぶ。土居は通行するための土橋の役割を兼ねさせることもあった。傾斜地に水堀を築く場合は、水が流れ落ちないように水戸違いを設けて水を蓄えた。
河川より水を引き入れてる場合、船を利用することも多く、船を城塁につなぐ場合は凹形に堀を屈入させ船溜とし、これを水撚り（）といった。

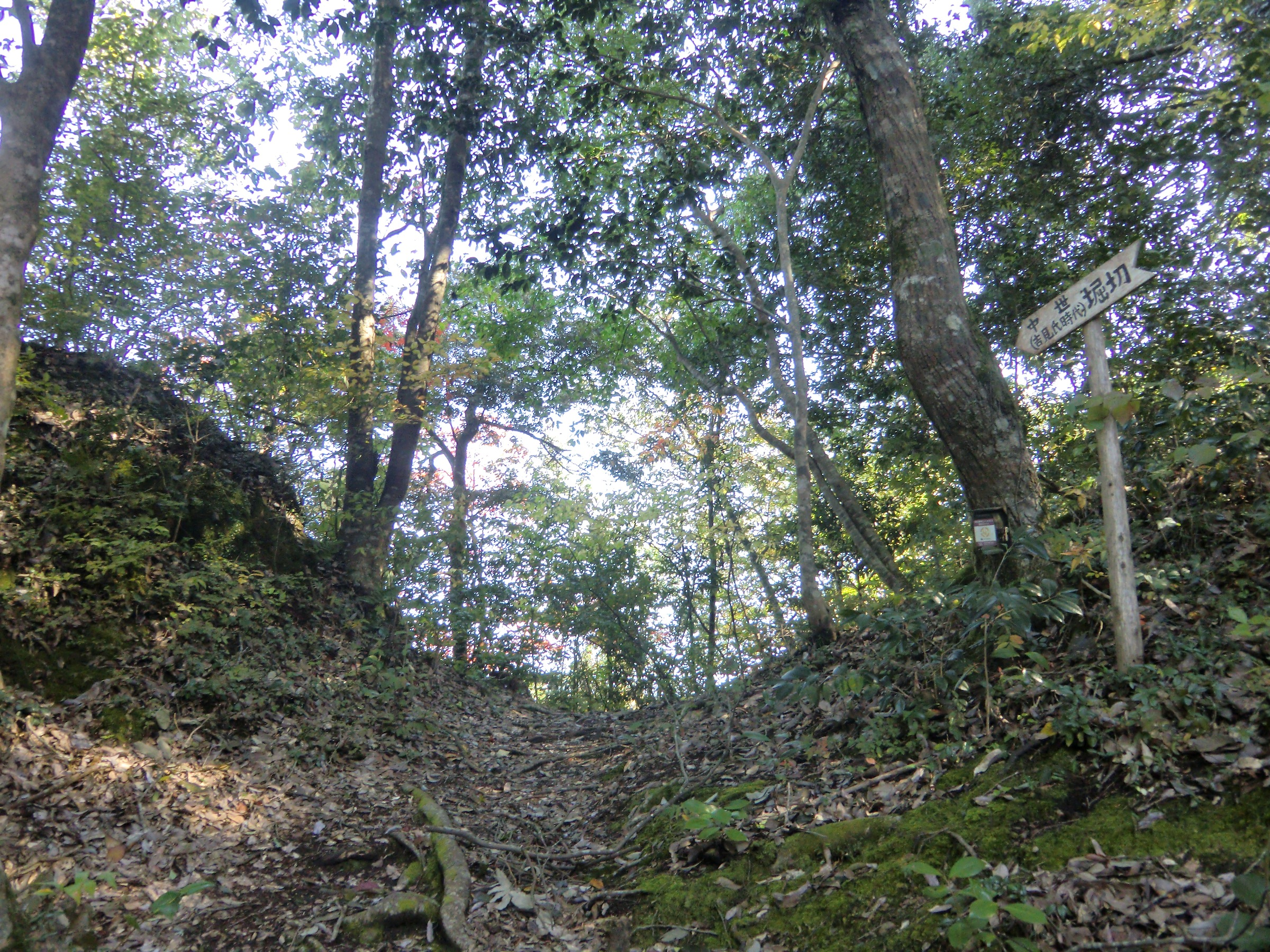
津和野城の堀切
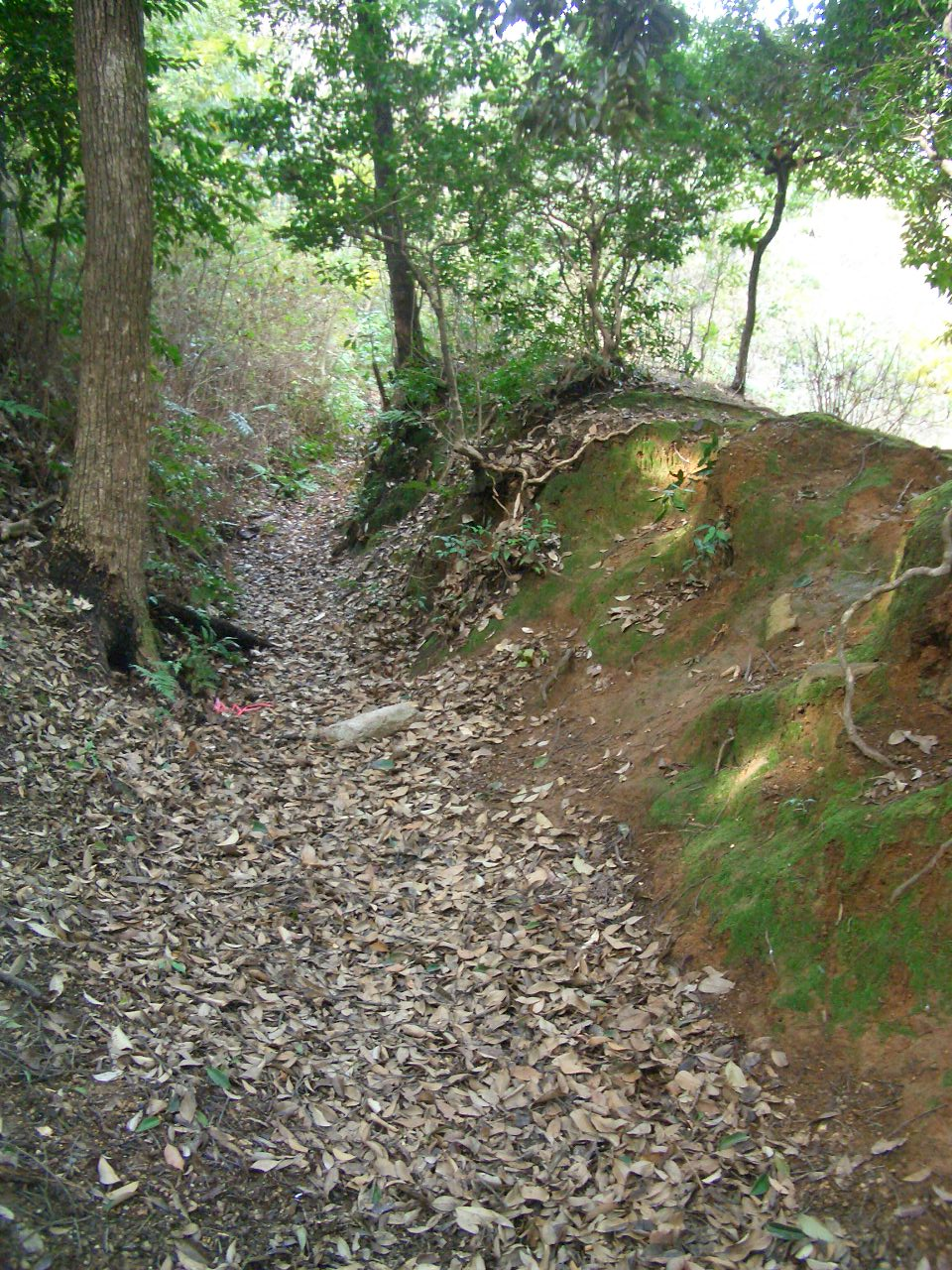
船岡山城の横堀
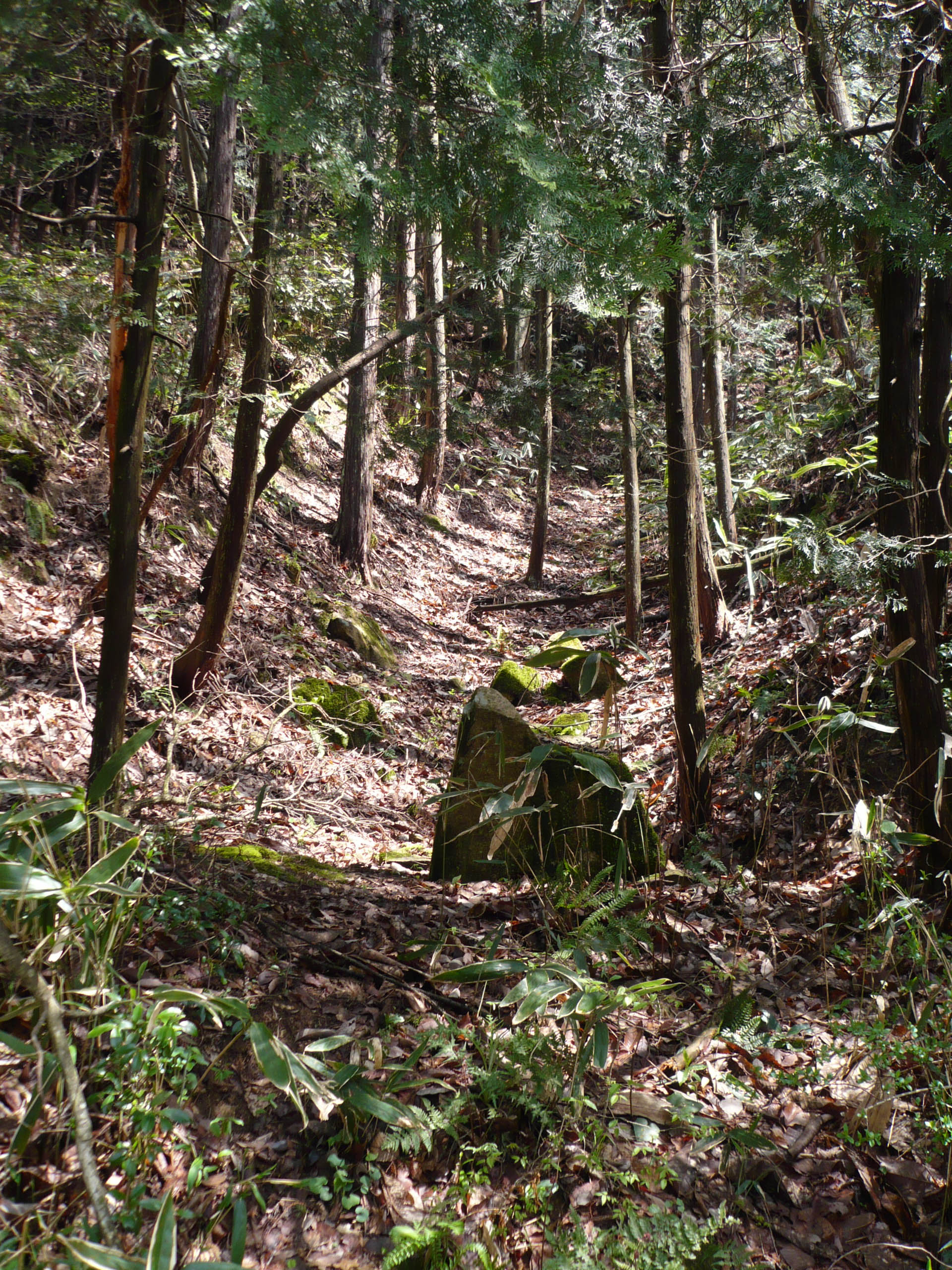
竹田城の畝状竪堀
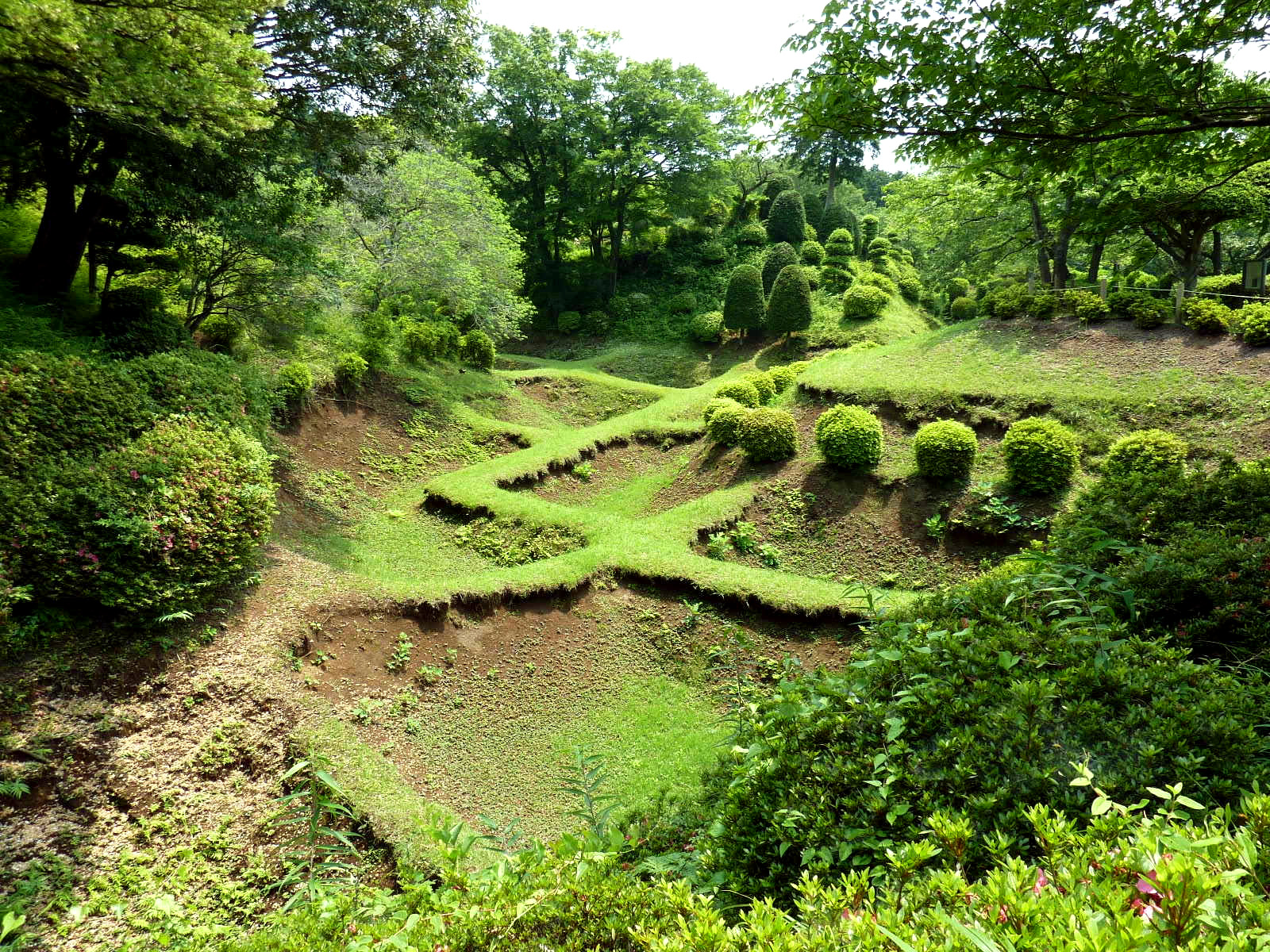
山中城の障子堀
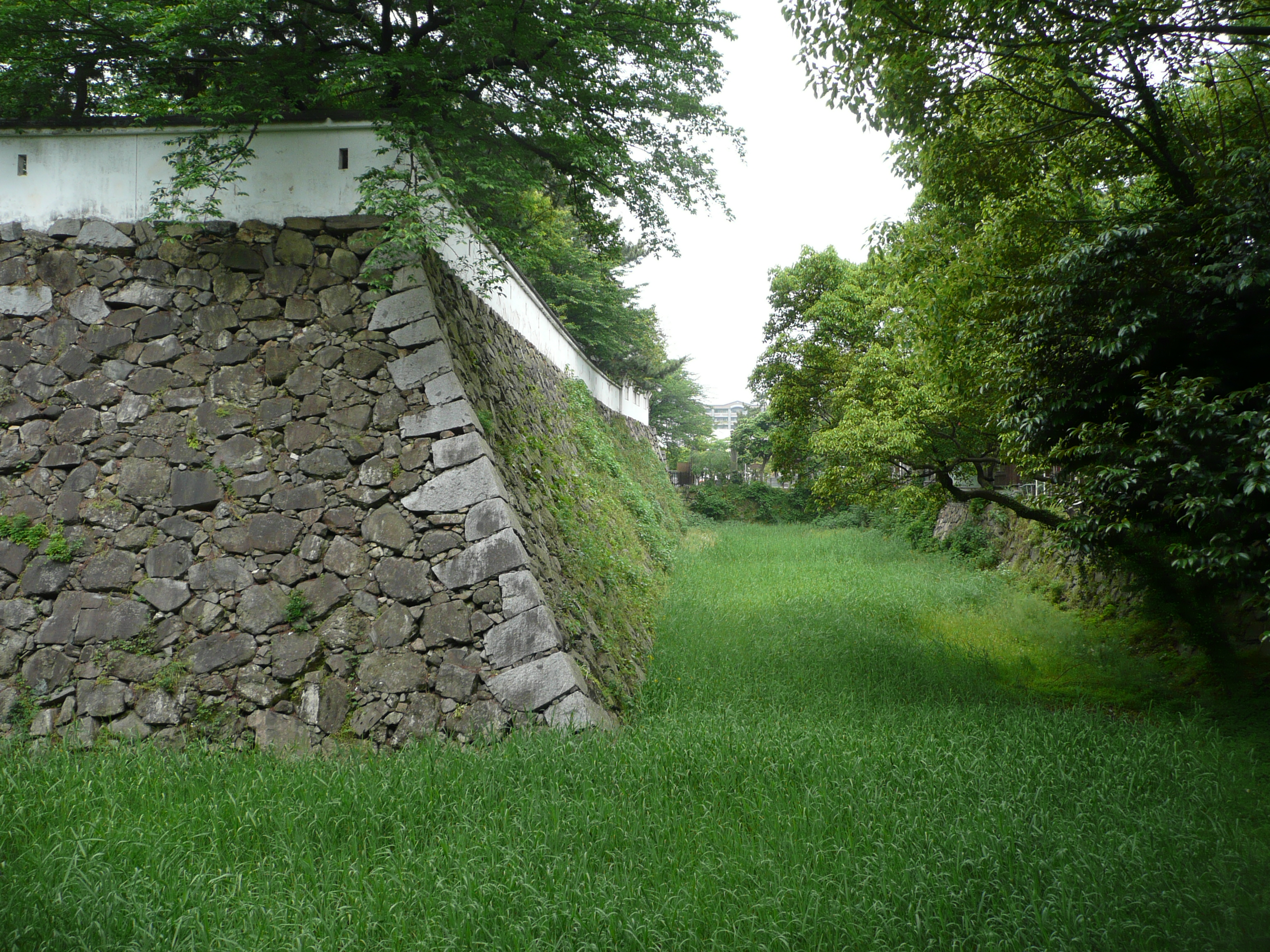
小倉城の空堀
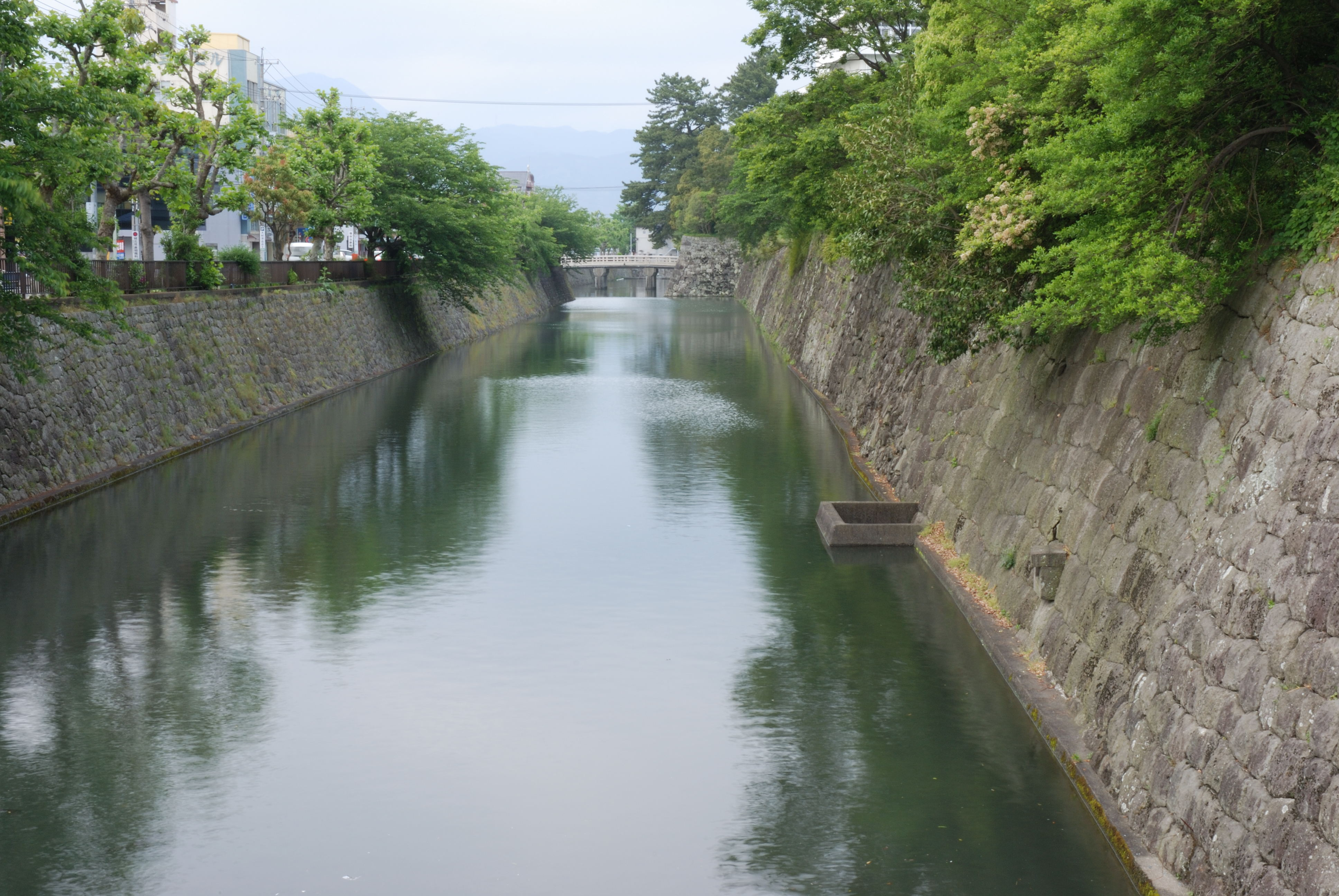
駿府城の外堀
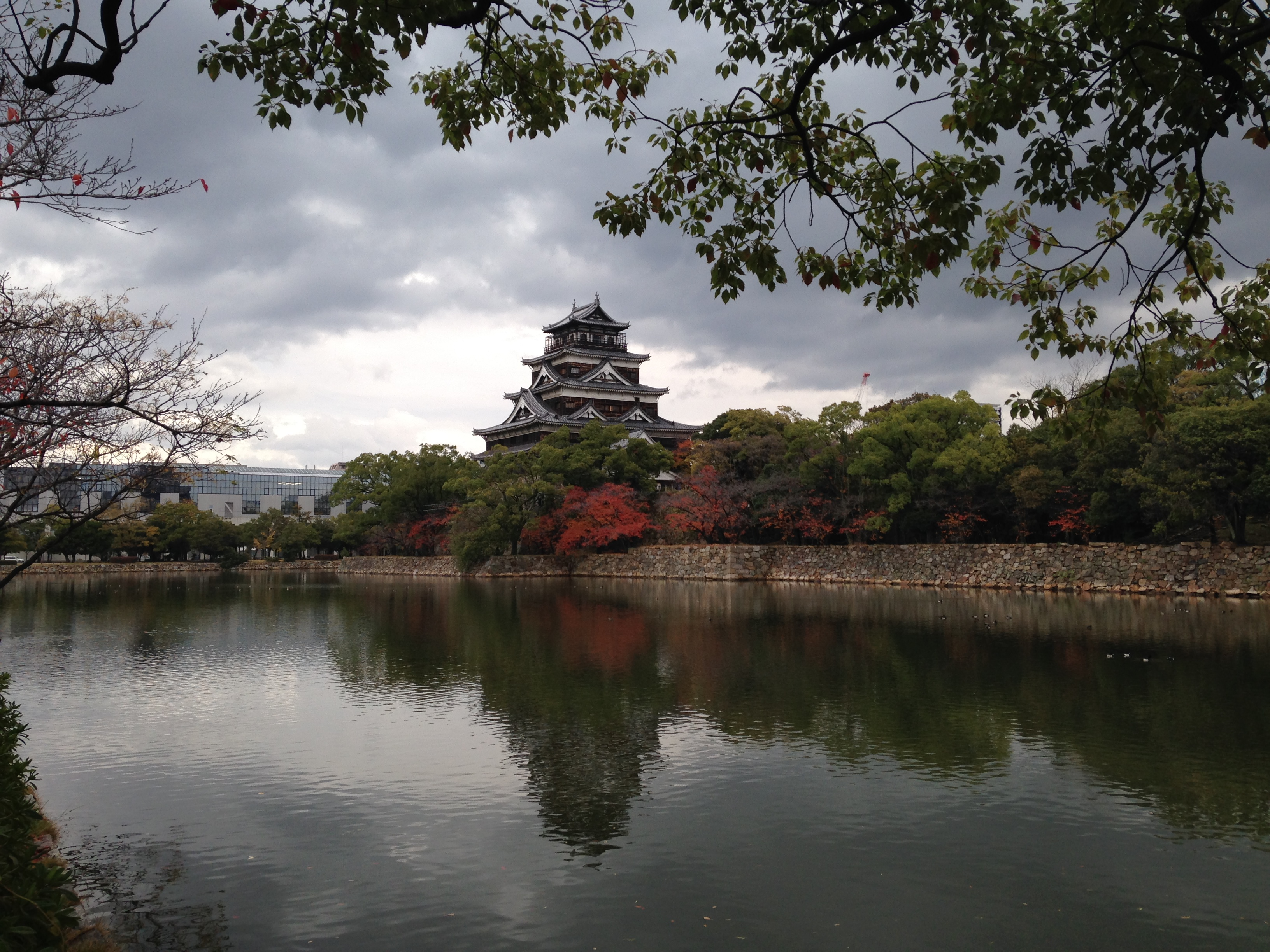
広島城本丸に接する内堀
外堀（B）と内堀（A）を備えた二条城の図

### 断面形状による分類

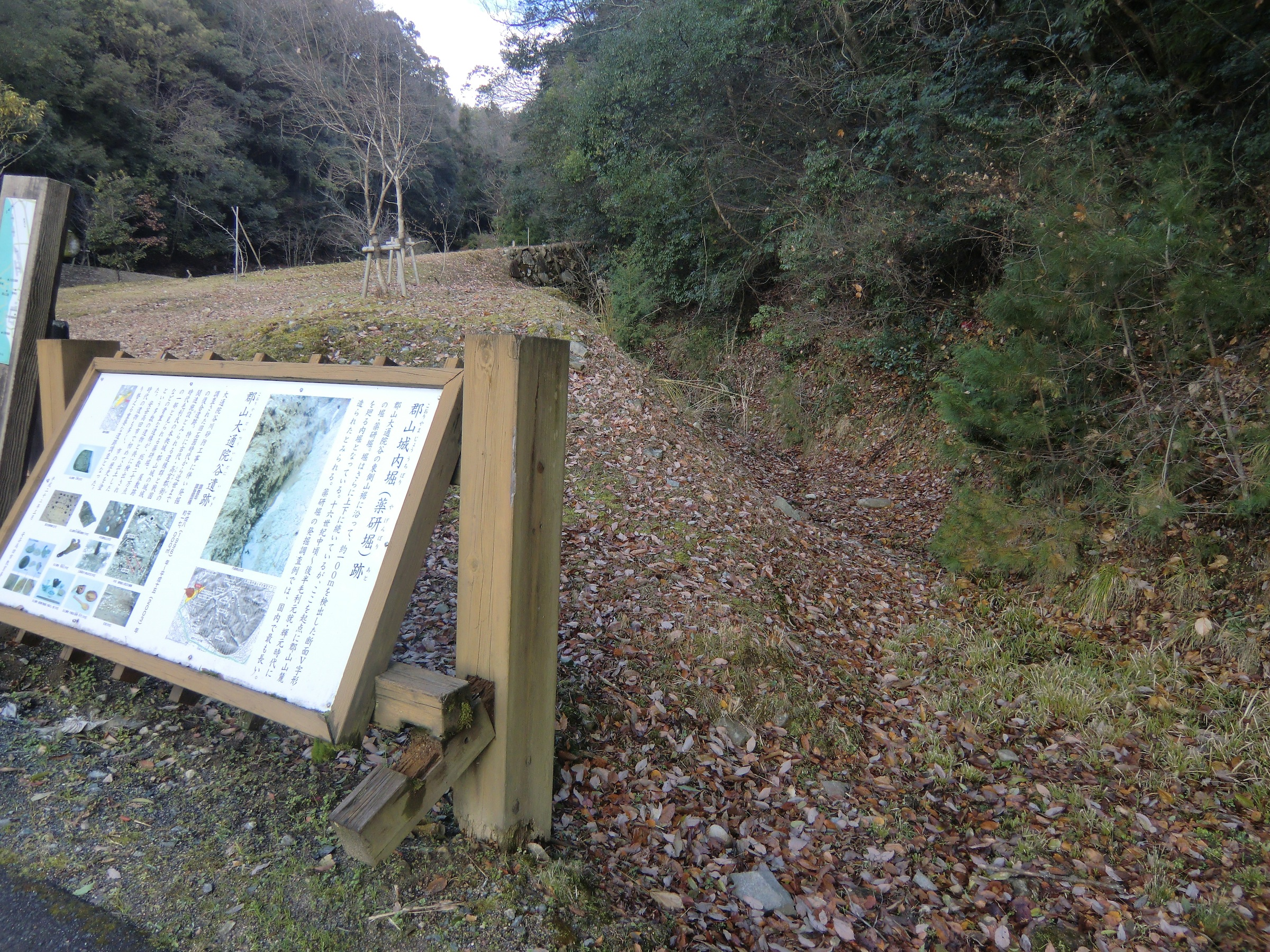
吉田郡山城の薬研堀

横堀は、その断面によって、以下のように分類される。
毛抜堀U字形の断面をもつ堀。水堀に多用される。
箱堀箱形の断面をもつ、底の平坦な堀。水堀に多用される。
薬研堀（）底がV字形の尖った断面をもつ堀。薬研の窪みに形状が似ていることに由来する。底部の通行が困難であるため、空堀に使われることが多い。さらに諸薬研堀と片薬研堀に細分される。
諸薬研堀（）薬研堀のうち、両側が急斜面となったもの。空堀に使われることが多い。
片薬研堀（）薬研堀の片側を切り立ったものとした、レの字形の断面の堀。空堀に使われることが多い。鉛直に近い斜面を登るのはきわめて困難であるため、防衛に強力である。ただし、崩れやすくなる。

### 堀と攻城
城攻めにおいては、多くの兵士を城内に突入させるため、外堀の攻略が重要な意味をもっていた。例えば、慶長19年（1614年）からの大坂冬の陣では、外堀の埋め立て（城割）が和睦の重要な条件のひとつとなった。これらのことから転じて、本来の目的を達成するために周囲に根回しをするなどの準備をすることを、外堀を埋めると言う。 徳川幕府は、全国を統治する過程で慶長20年（1615年）に一国一城令を出して多くの城を廃城させたが、寛永14年（1637年）の島原の乱後に堀の埋め戻しなどをさらに強化している。堀を埋めるために用いる草束を埋め草と呼ぶ。
城郭の周りにめぐらされた堀では、しばしば城門の前に跳ね橋が渡された。この跳ね橋を鎖などで跳ね上げて城を外部から隔絶された「島」とすることで、敵の襲撃を困難にした。
中国の城では、空堀も水堀も使用された。空堀の場合は、敵が空堀を歩いて攻め入ることもあった。しかし、空堀を渡ろうとする兵を矢で射たりした。なお、空堀の利点として、堀に侵入した敵には身を隠す場所がない（守備側の攻撃効果が高まる）ことがあげられる。水堀の場合、トンネルを掘って地中深くから城に侵入しようとする攻城側の目論見（坑道戦）を阻止する目的もあった。近代要塞のオランダ式の築城でも水堀が用いられたが、冬期においては凍結のため攻城を容易にしてしまうので、水を抜いて空堀とした。これはオランダの優れた水利技術があってのものであった。

## 集落を囲む堀
オオカミなどの野生動物の侵入を防ぐため、周囲を堀で囲まれた集落を、環濠集落という。内側の集落を堀之内（）と呼び、現在でも全国各地にこの地名が残っている。室町時代に構成された寺内町でも、構成員の自衛のために堀をめぐらせることが行われた。

箱館府の置かれた五稜郭（函館市）
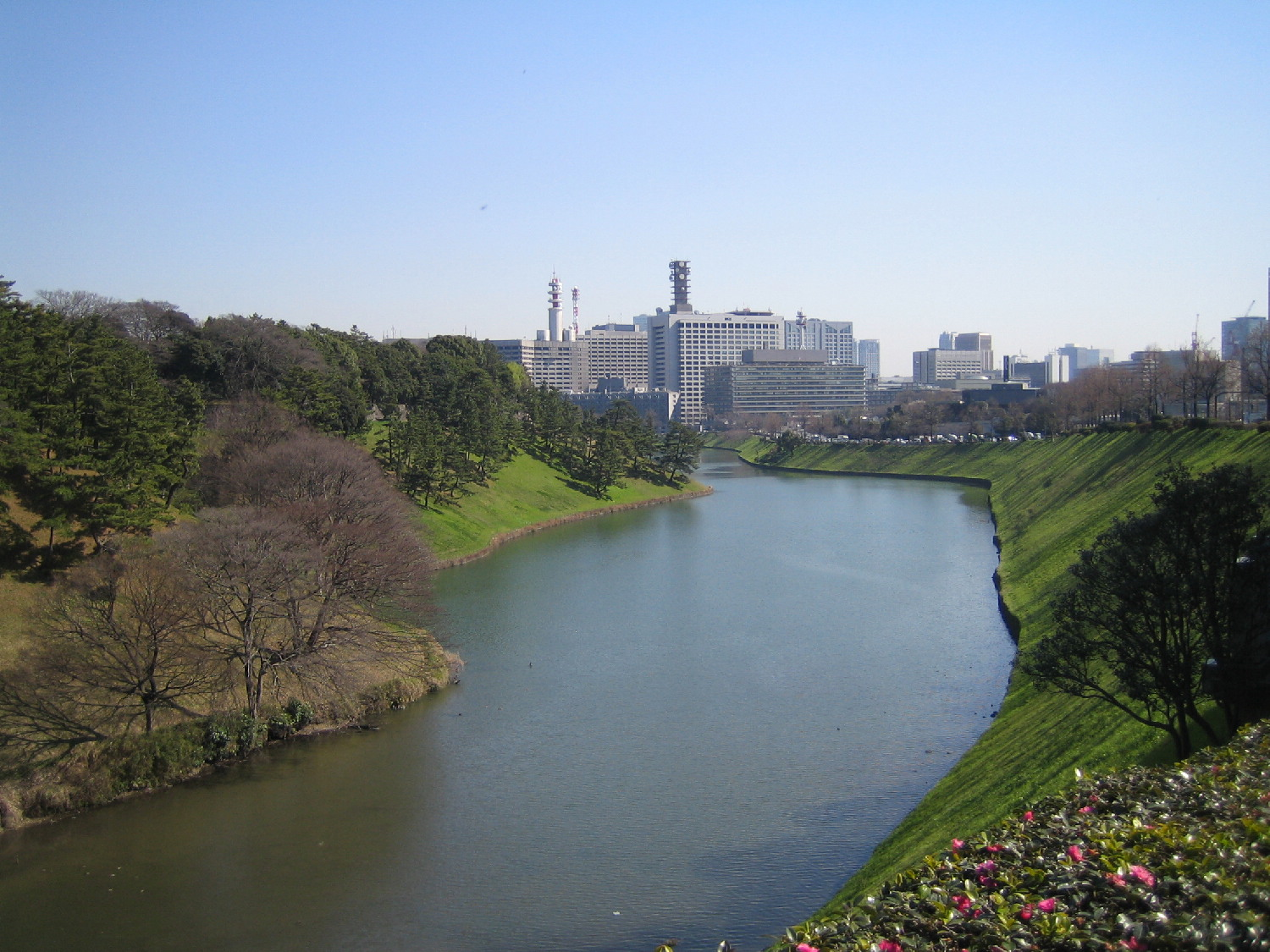
皇居（日本）の堀（櫻田濠）
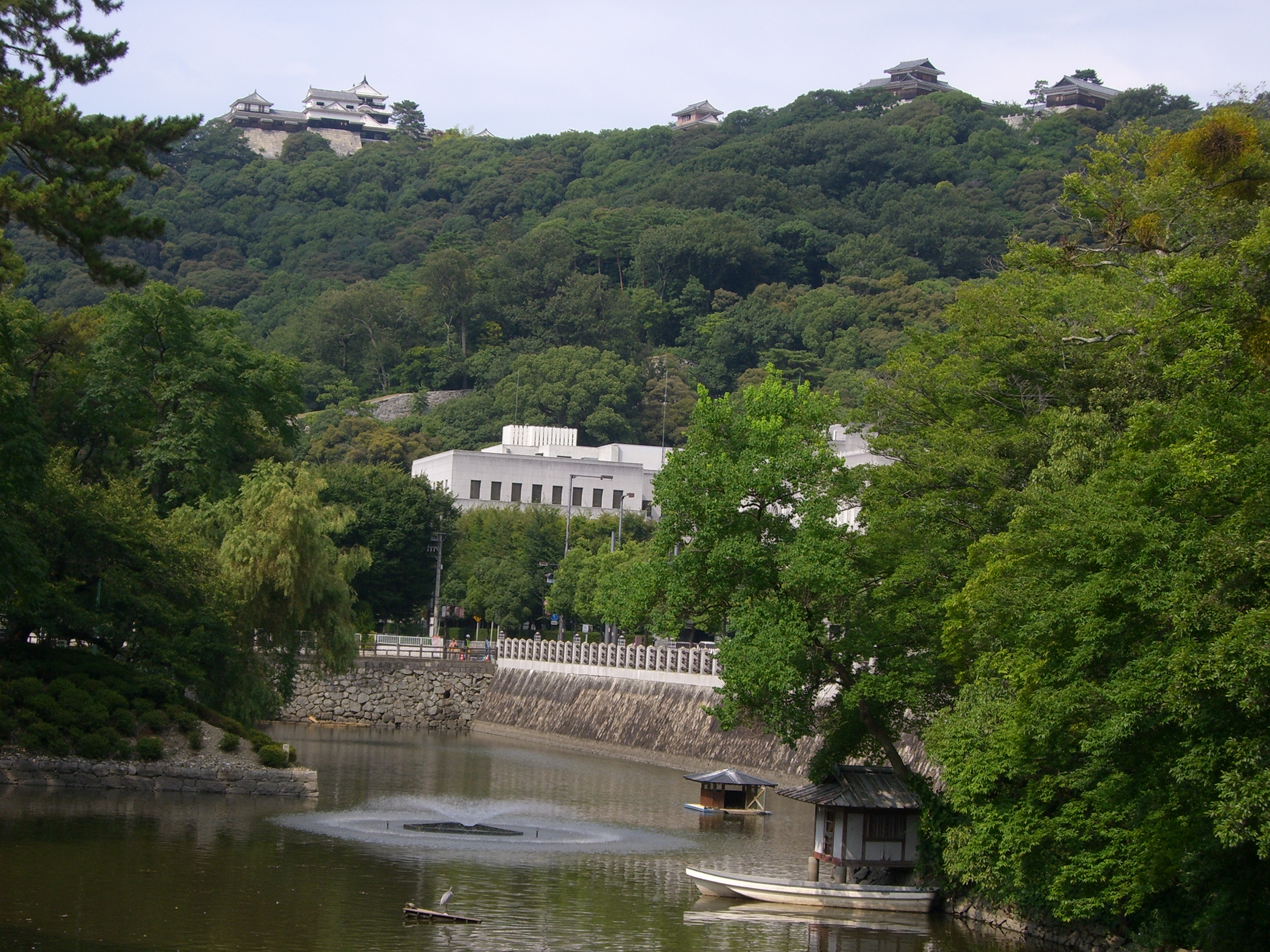
松山城三之丸の堀（日本）
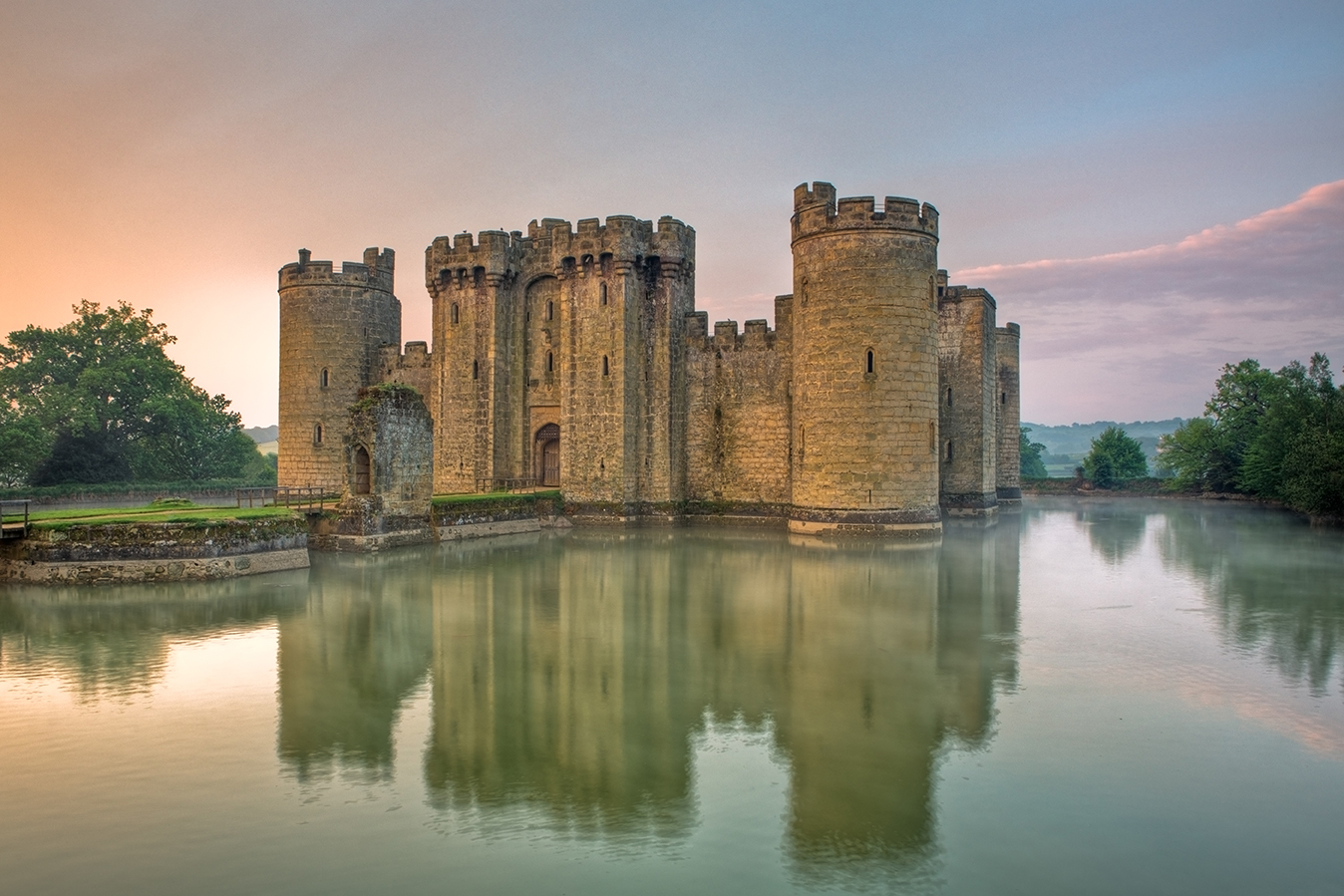
ボディアム城（イギリス）と堀
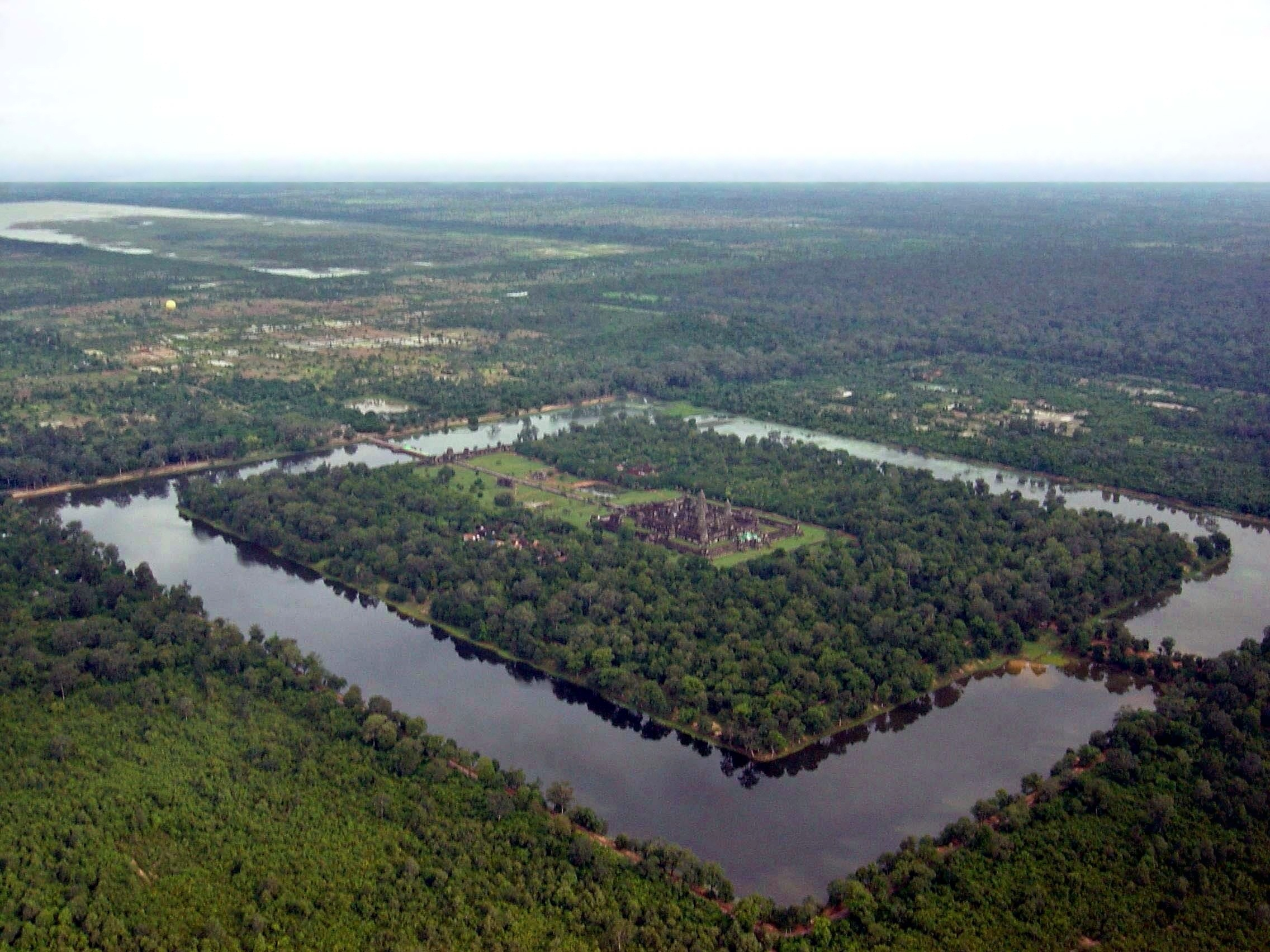
アンコール・ワット（カンボジア）
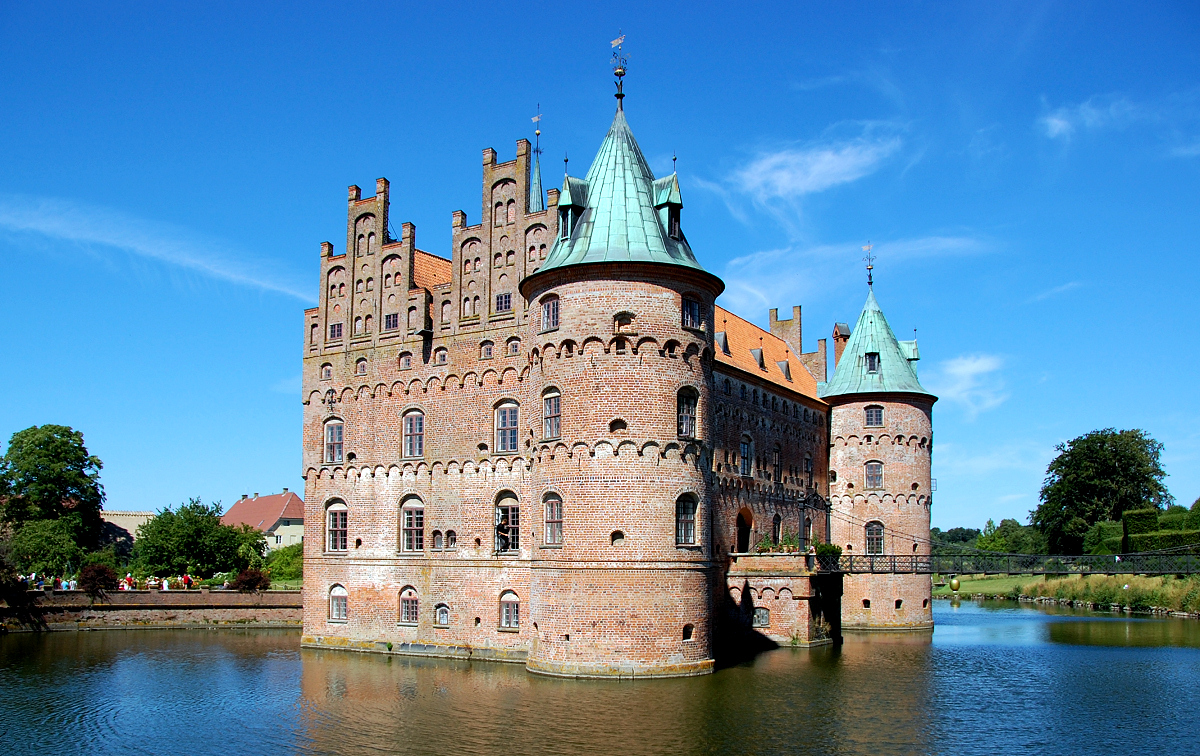
イーエスコウ城（デンマーク）
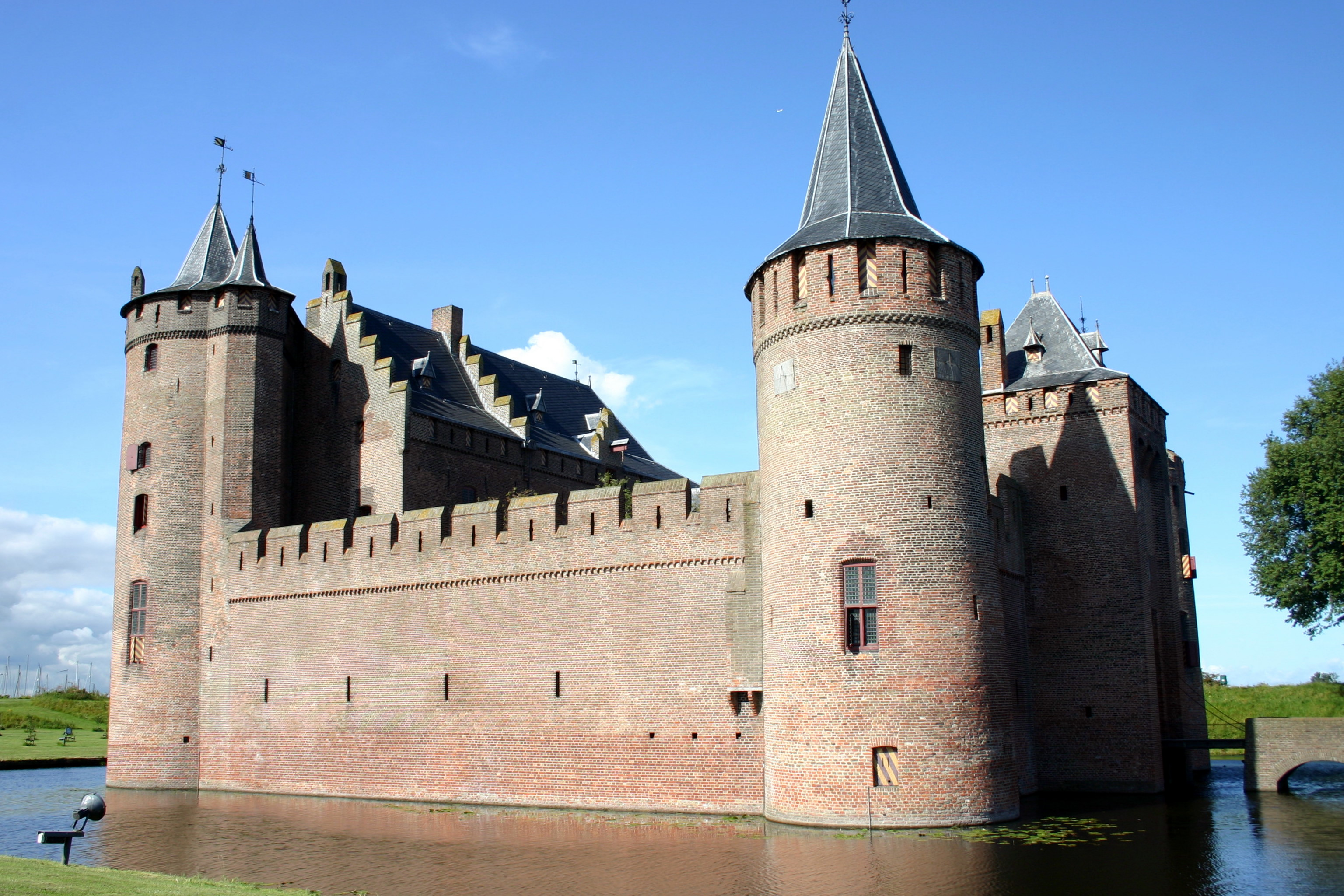
ムイデン城（オランダ）
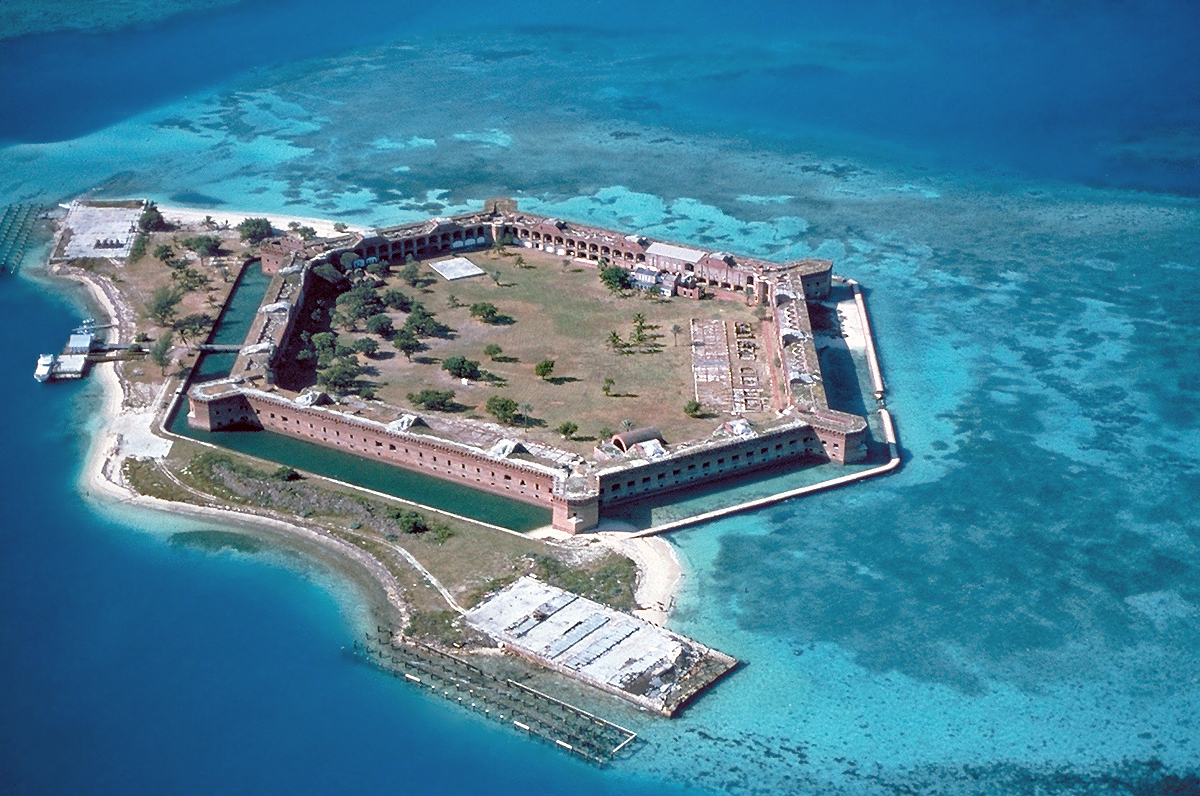
フォート・ジェファーソン（フロリダ）

## 運ぶための堀

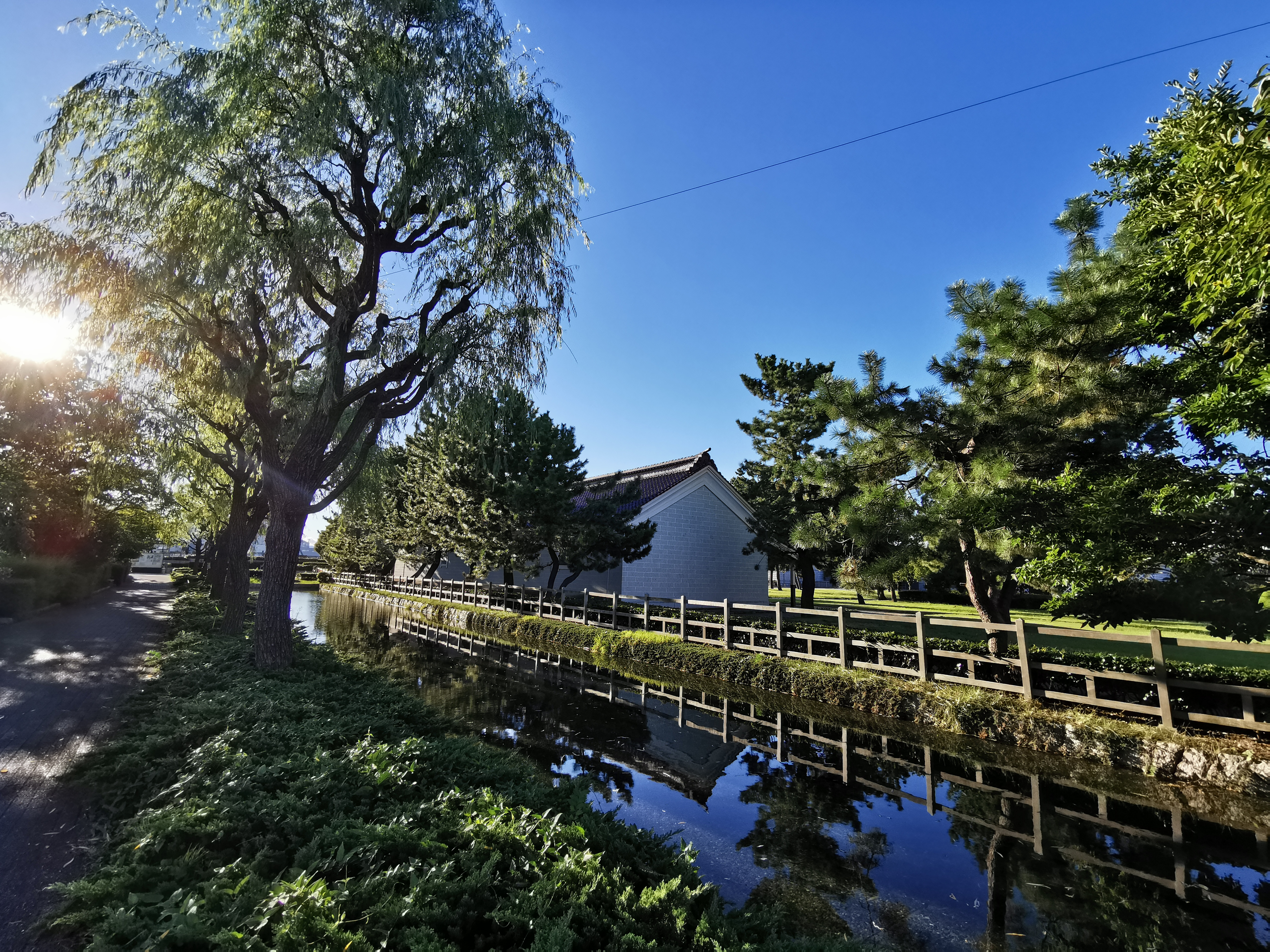
復元された早川堀

現在新潟市中央区の一部となっている新潟島では、物流と人の往来のために堀が掘られた。新潟という地名からもわかるとおり、この周辺は元々低湿地であったが、信濃川や阿賀野川の治水によって開拓され、江戸時代には「新潟湊」として、周辺で収穫される米を蝦夷地や上方、江戸へ運ぶ北前船の寄港地として重要な物流拠点となっていた。北前船から荷物を積み換えられた小舟が港から堀を使用して市街地へと、薪や炭、野菜などの生活必需品運搬のほか、人の往来にも使用され、堀と通りが町づくりの軸になっていった。堀は縦横に張り巡らされ、縦堀はどの屋敷にも接するように配置され、横堀は信濃川からの運び込み、町からの運び出しに使われた。堀の大きさは、主に米穀類を運んだ白山堀（現在の白山神社と古町通りの間、一番堀）が幅14間（約25.2 m）、深さ3尺（約0.9 m）で最も大きく、それ以外は幅4間（約7.2 m）、深さ2尺（0.6 m）程度であった。横堀の両側には3間（約5.4 m）の小路が付いていた。縦堀には当初小路はなかったが、後に両側に小路が付けられた。それらの小路には、桜や柳が植えられ、堀の周りには料亭が軒を連ね、橋の上では祭りが行われるなどして賑わい、独特の情緒ある雰囲気を作り出していた。しかし信濃川の水位が低下し、さらに天然ガスの採取による地盤沈下もあって、堀の水が淀んで悪臭が漂うようになってしまい、市民から嫌われるようになり、高度経済成長期も手伝って1964年（昭和39年）の新潟国体の開催を前に、堀はすべて埋め立てられた。現在ではその全てが道路となり、地名や西堀通、東堀通など通りの名に堀のなごりを見ることができる。